# محمد عبده غانم
أ. د. محمد عبده غانم ولد في 15 يناير 1912 في عدن وتوفي في 9 أغسطس 1994 في صنعاء ودفن فيها في خزيمة. كان أول خريج من جامعة حديثة في الجزيرة العربية وكان أول من يصبح بروفسورا في اليمن

## المؤهلات العلمية
- بكالوريوس آداب بدرجة ممتاز من الجامعة الأمريكية ببيروت عام 1936 (وكان بذلك أول خريج من جامعة حديثة في الجزيرة العربية – أي اليمن ومنطقة ما يعرف اليوم بمجلس التعاون الخليجي)
- بكالوريوس آداب بدرجة الشرف الأولى في اللغة العربية من جامعة لندن عام 1963
- دكتوراه في الفلسفة في آداب اللغة العربية من جامعة لندن عام 1969

## المؤهلات المهنية
- شهادة فن التدريس من الجامعة الأمريكية ببيروت عام 1936
- دبلوم ما بعد التخرج في التربية من جامعة لندن عام 1949

## الخبرة
- تدريس العربية والإنكليزية بمدارس عدن الثانوية 1937-1945
- مفتش دائرة المعارف في كل مراحل التعليم بعدن 1945-1956
- وكيل مدير المعارف بعدن 1957-1960
- مدير المعارف بعدن 1960-1963
- التقاعد الاختياري لدراسة الدكتوراه كطالب خارحي والعمل مديرا في شركة شهاب للتامين 1963-1967
- رئيسا لمجلس إدارة ميناء عدن 1967-1969
- شارك في تأسيس اتحاد الأدباء والكتاب اليمنيين عام 1970
- هاجر من عدن للعلاج عام 1972 ثم عمل مديرا لشركة تجارية في جبوتي حتى عام 1974
- أستاذ بدرجة بروفسور ورئيس قسم اللغة العربية في جامعة الخرطوم 1974-1977
- أستاذ الأدب العربي وعميد كلية التربية بجامعة صنعاء 1977-1980
- المستشار الثقافي بسفارة اليمن في دولة الإمارات العربية المتحدة 1980-1984
- أستاذ الأدب العربي ومستشار مدير الجامعة وأول عميد لكلية الدراسات العليا بجامعة صنعاء 1984-1993

## معلومات أخرى
- ترأس نادي صيرة للتنس منذ تأسيسه في الخمسينيات إلى ان غادر عدن عام 1972
- أسس وترأس مؤسسة نوادي الأحداث لسنوات طويلة
- ترأس نادي الإصلاح بالتواهي عدة سنوات وكان والده السيد عبده غانم عضو المجلس التشريعي والكنترول أول رئيس لذلك النادي
- شارك في عشرات المؤتمرات التعليمية والأدبية في دول عديدة ومنها مهرجان شوقي وحافظ في مصر وندوة الهمداني في صنعاء كما ساهم في عدد من المشاريع الثقافية ومنها معجم قابوس للاسماء العربية
- كان من مؤسسي ندوة المسيقى العدنية عام 1949 وكتب كلمات أول أربع أغنيات عدنية ثم كان من مؤسسي رابطة الموسيقى العدنية عام 1951 وغنى له عدد كبير من الفنانين اليمنيين أكثر من 50 أغنية منهم خليل محمد خليل، وأحمد سالم بامدهف، ومحمد سعد عبد الله، وأحمد بن أحمد قاسم، وفرسان خليفة، وأيوب طارش
- حصل على العديد من الجوائز ومنها الجائزة الأولى للشعر من جمعية العروة الوثقى ببيروت عام 1936 وخمس جوائز عالمية ومحلية للشعر من هيئة الإذاعة البريطانية خلال سنوات الحرب العالمية الثانية 1940- 1945
- منح وسام من درجة قائد من الملكة اليزابيث الثانية لخدماته في حقل التعليم ووسام الآداب عام 1961 والفنون من رئيس جمهورية اليمن الديموقراطي عام 1989 قبيل الوحدة. كما نال تكريمات عدة في حياته وبعد وفاته ومن هذه تكريم من مؤسسة أحمد جابر عفيف
- نشرت قصائده ومؤلفاته في الصحف والمجلات والدوريات العلمية في مختلف البلدان ومنها فتاة الجزيرة والرسالة والاديب والآداب والعربي والدوحة والشعر
- الف أكثر من عشرين كتابا وقد نشرت بعض كتبه دور نشر رئيسية مثل دار المعارف بمصر ودار العلم للملايين ببيروت ودار العودة ببيروت.

## مؤلفاته

### دواوين شعرية
1. على الشاطئ المسحور 1946
2. موج وصخر، تقديم إبراهيم العريض 1962
3. حتى يطلع الفجر 1970
4. في موكب الحياة 1973
5. في المركبة 1979
6. الموجة السادسة 1985
7. الانامل الجافة، جمع وتقديم د. شهاب غانم 1999
8. ديوان محمد عبده غانم (5 دواوين)، تقديم د. عبد العزيز المقالح 1981
9. الأعمال الشعرية الكاملة (7 دواوين) 2004
10. حمينيات صدى صيرة (كلمات الاغاني باللهجة العدنية)، جمع وتقديم د. نزار غانم 1994
11. أغنيات اليمني الدكتور محمد عبده غانم إعداد د. نزار محمد عبده غانم 2010م

### المسرحيات الشعرية
1. سيف بن ذي يزن، 1964، 1986
2. عامر بن عبد الوهاب، 1976
3. فارس بني زبيد، تقديم: د. رجاء عيد، 1985,1984
4. الثائر الأحمر، 1999
5. المسرحيات الشعرية الكاملة، جمع وتقديم، د. شهاب غانم 2009

### كتب نثرية
1. قواعد لغة عدن (بالإنكليزية) 1943
2. عدني يتحدث عن البلاد العربية والعالم 8 طبعات منذ 1952
3. لغة عدن للمبتدئين (بالإنكليزية) عدة طبعات منذ 1955
4. شعر الغناء الصنعاني تقديم د. شوقي ضيف، طبعات عديدة منذ 1973
5. زمان الصبا (تحقيق) 3 طبعات منذ 1981
6. صنعا حوت كل فن (تحقيق) 3 طبعات منذ 1983
7. مع الشعراء في العصر العباسي 1985
8. دراسات في الشعر واللغة 1999